# Kooringa
Die Kooringa war das weltweit erste Zellencontainerschiff („custom-designed cellular container ship to handle 20-ton containers“), das als solches geplant und erbaut wurde.

## Geschichte
Das Containerschiff Kooringa wurde 1964 auf der Werft New South Wales State Dockyard in Dykes Point, Newcastle, New South Wales, als Baunummer 72 im Auftrag der Reedereien Associated Steamships Pty. Ltd. und McIlwraith, McEacharn & Co in Adelaide gebaut. Nach ihrer Übergabe im Mai 1964 eröffnete sie am 19. Juni 1964 in Fremantle einen Containerdienst zwischen Melbourne und Fremantle, in den 1969 zwei zusätzliche Containerschiffe, die Kanimbla und Manoora eintraten. Dieser Dienst wurde bis 1975 unterhalten. Danach wurde das Schiff verkauft und fuhr ab 1976 zunächst unter dem Namen Island Container, ab 1989 als Fair Union und United Way, bis es 1992 aus der Fahrt genommen und zum Abbruch verkauft wurde. Dieser begann am 3. November 1992 in Nantong.

## Technik
Aufbauten und Maschinenanlage waren achtern angeordnet. Der Antrieb des Schiffes bestand aus einem Sulzer Zweitakt-Dieselmotor mit 5500 kW. An Deck waren zwei in Längsrichtung fahrbare Portalkranbrücken mit einer Tragkraft von je 17 Tonnen vorhanden, mit denen die Kooringa für einen Ladungsumschlag von etwa 10.000 Tonnen in 36 Stunden bei gleichzeitigem Lade- und Löschbetrieb ausgelegt war. Die zwei Laderäume waren je 32 m lang und 14,30 m breit, sie konnten zusammen 184 TEU aufnehmen und wurden mit insgesamt zwölf Pontonlukendeckeln verschlossen. An Deck konnten weitere 92 TEU befördert werden, von denen 37 als Kühlcontainer mit Strom versorgt werden konnten.